# 방글라데시-우즈베키스탄 관계
방글라데시-우즈베키스탄 관계는 방글라데시와 우즈베키스탄 간의 양자 관계를 의미한다. 소련의 붕괴와 우즈베키스탄의 독립 이후, 양국은 무역, 교육, 지역 협력 등 여러 분야에서 협력을 증진하기 시작하였다. 두 나라는 비동맹 운동과 이슬람 협력 기구(OIC)의 회원국이다.

## 역사
방글라데시는 1991년 12월 30일, 우즈베키스탄의 독립을 공식적으로 승인하였다. 양국 간 외교 관계는 1992년 10월 15일, 공식적으로 수립되었다. 1996년 3월에는 타슈켄트에 방글라데시 대사관이 개설되어 양국 관계 심화에 있어 제도적인 진전을 이루었다.

## 경제 관계
방글라데시와 우즈베키스탄은 정부 간 메커니즘과 고위급 방문을 통해 양국 간 경제 협력 강화를 위한 노력을 지속해왔다. 2012년 5월, 우즈베키스탄-방글라데시 무역경제협력 정부 간 위원회 제1차 회의가 타슈켄트에서 개최되었으며, 이는 경제 협력을 제도화하는 데 있어 중요한 진전을 의미하였다. 2014년 4월에는 엘리오르 가니예프 우즈베키스탄 대외경제관계부 장관의 주도로 제2차 회의가 다카에서 열렸으며, 무역, 투자, 개발 분야의 협력을 더욱 강화하기 위한 것이었다.
2018년 4월 10일, 타슈켄트 주재 방글라데시 대사관은 우즈베키스탄 상공회의소와 협력하여 "방글라데시와 우즈베키스탄 간 비즈니스 및 경제 협력의 전망"이라는 주제로 비즈니스 세미나를 개최하였다. 방글라데시 외교부 차관인 샤흐리야르 알람이 귀빈으로 참석하여, 방글라데시는 우즈베키스탄 사업가들이 방글라데시 측과 협력하기를 바란다는 입장을 밝혔다.
세미나에서는 방글라데시의 주우즈베키스탄 대사인 모수드 만난이 양국 간 비즈니스 기회에 대해 발표하였고, 법률그룹인 S. 페어라인의 대외협력국장 줄피야 이슬라모바가 우즈베키스탄 내에서의 사업 운영과 관련된 법적 측면을 다루었다.
2018년 1월에는 우즈베키스탄 제1경제차관 무빈 미르자예프가 이끄는 고위급 대표단이 방글라데시를 방문하였다. 이 방문에서 대표단은 방글라데시의 성공적인 섬유 산업을 조사하였으며, 특히 섬유 제조 및 인력 개발에 있어 방글라데시의 전문성을 도입하려는 우즈베키스탄의 관심이 증가하고 있음을 보여주었다.
이러한 교류는 제약, 섬유, 농업, 역량 강화 등의 분야에서 양국 간 협력을 확대하려는 의지를 보여주며, 더 넓은 경제 협력으로 이어지고 있다.
2025년, 방글라데시와 우즈베키스탄 간의 항공 연결 가능성에 관한 중요한 논의가 이루어졌다. 방글라데시 대사 모하마드 모니룰 이슬람은 타슈켄트에서 우즈베키스탄 교통부 차관 초리예프 자수르벡 에르가셰비치와 회담을 가졌다. 회담에서 대사는 다카와 타슈켄트 간 직항 노선 개설을 위한 제안된 항공운수협정의 신속한 서명의 중요성을 강조하였다. 그는 이 노선에 우즈베키스탄 항공이 도입되면 양국 간 무역, 투자, 교육, 문화, 관광에 새로운 활력을 불어넣을 것이라고 밝혔다.
우즈베키스탄 차관은 자국 정부가 이 사안을 적극적으로 고려 중임을 확인하였으며, 그 실행을 위한 도전 과제와 가능한 해결책들에 대해 논의하였다. 양측은 양국 간 관계를 더욱 강화하겠다는 의지를 표명하였으며, 앞으로도 협력해 나가겠다는 약속을 재확인하였다.
2023년, 방글라데시는 우즈베키스탄에 양국 간 직항 항공 연결을 구축하고 다카에 우즈베키스탄 외교 공관을 개설해 줄 것을 공식 요청하였다. 이 조치는 비즈니스, 투자, 관광, 인적 교류를 촉진하고, 오랜 역사적, 문화적, 정신적 유대를 바탕으로 교육, 고용, 역량 강화 분야로 협력을 넓히기 위한 것이다.

## 같이 보기
- 방글라데시의 대외 관계
- 우즈베키스탄의 대외 관계